# Зграда Учитељске школе - зграда Суда у Алексинцу
Зграда Учитељске школе - зграда Суда у Алексинцу јесте објекат у Алексинцу. Саграђен је 1896. године према пројекту непознатог архитекте. Представља непокретно културно добро као споменик културе Србије. Зграда је програšена за непокретно културно добро 1985. На објекту је постављена спомен-плоча у спомен ђацима и учитељима жртвама фашистичког терора током Другог светског рата.
Некада “Учитељска академија“, а данас школа за васпитаче, камен је темељац описмењавања у Србији. Школа која је изнедрила генерације учитеља већ деценијама има мисију да оспособи све оне који желе да живот проведу преносећи знање.
Најпре је Алексинац изгубио државну гимназију. Неколико година раније усвојен је “Закон о уређењу Учитељске школе”. Он је једногласно изгласан у скупштини, па је 27. јануара 1871. године отворена Учитељска школа, али у Крагујевцу. Током школске 1876/1877 године, због избијања српско–турског рата, школа није радила. Следећу школску годину дочекала је у Београду.
Последња декада 19. века рађала је револуционарну мисао, а владајућа династија Обреновића бивала је све омраженија. Велики број опозиционара, одшколован у Учитељској школи, ширио је своје ставове. Александру Обреновићу се то нимало није допадало, па је одлучио да из престонице уклони “кошницу у којој се роје” они који му можда раде о глави. Школа је 10. фебруара 1896. пребачена у Алексинац.
Обреновићи су се само наизглед решили проблема, јер су у "Мајском преврату" 1903. године збачени са власти. Школа је независно од политичких прилика настављала своју хуману мисију образовања и васпитања нових нараштаја. Смештена у потпуно нову зграду, “Учитељска школа” надоместила је недостатак гимназије.
Током читавог трајања Првог светског рата просторије интерната и учионица коришћене су за потребе војне болнице. Тако се и школа херојски уписала у историју. Након Првог светског рата школа је изнова почела са радом, а у клупе су први пут селе и девојке. Други светски рат сачекао ју је спремнију, па прекида школовања током тог периода није било. Како је школа била мешовита, нису биле ретке ситуације да средњошколске љубави прерасту у љубави за цео живот. Небројено је учитеља који су за своју животну сапутницу бирали управо школску другарицу.